# Rajkowo
Rajkowo (deutsch Gut Klein Reinkendorf) ist ein Dorf in der polnischen Woiwodschaft Westpommern. Das Dorf bildet einen Teil der Gmina Kołbaskowo (Landgemeinde Kolbitzow) im Powiat Policki (Pölitzer Kreis). Rajkowo liegt etwa 6 Kilometer südwestlich von Stettin (Szczecin) und etwa 18 Kilometer südlich von Police (Pölitz).

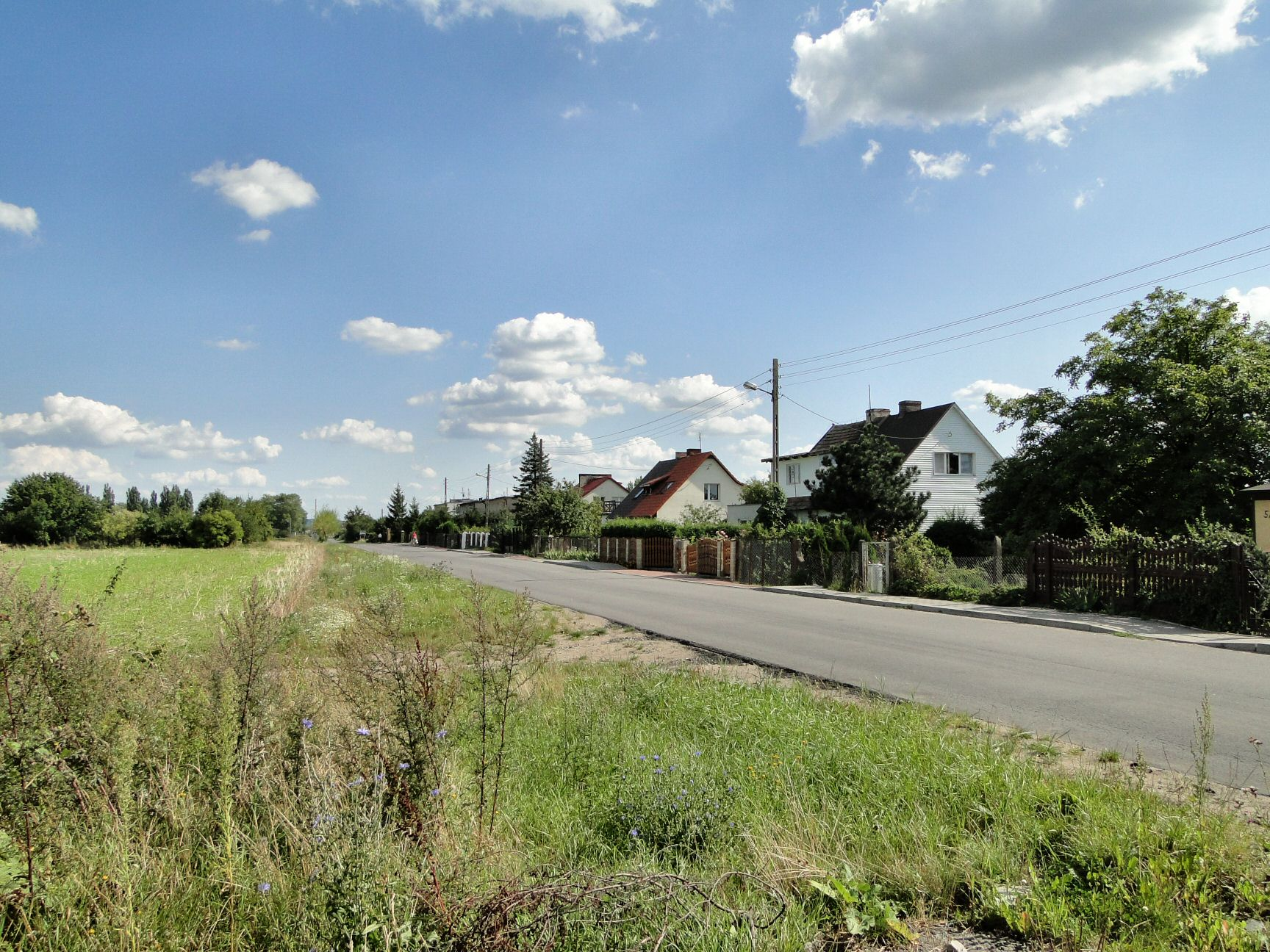
Blick entlang der Dorfstraße in Rajkowo